# اتحادیه گابورا
اتحادیه گابورا (به لاتین: Gabura Union) یک منطقهٔ مسکونی در بنگلادش است که در Shyamnagar Upazila واقع شده‌است.